# Watsontown
Watsontown ist ein Borough im Northumberland County im US-Bundesstaat Pennsylvania. Das U.S. Census Bureau hat bei der Volkszählung 2020 eine Einwohnerzahl von 2.237 ermittelt.

## Geographie
Watsontowns geographische Koordinaten sind 41° 5′ N, 76° 52′ W (41,085319, −76,863325). Nach den Angaben des United States Census Bureaus hat der Borough eine Fläche von 2,4 km², wovon 1,8 km² auf Land und 0,6 km² (= 24,47 %) auf Gewässer entfallen.
Die westliche Stadtgrenze Watsontowns bildet der West Branch Susquehanna River. Das Stadtgebiet ist allgemein flach, nur im Osten erhebt sich ein Berg. Die Fläche wird neben Wohnzwecken in geringem Umfang industriell genutzt, und ein Teil ist bewaldet. Pennsylvania Route 44 und Pennsylvania Route 405 führen durch den Ort.

## Geschichte
Land im späteren Gebiet von Watsontown wurde 1792 erstmals erworben durch John Watson. 1828 wurde ein Postamt eröffnet. 1854 erreichte die Eisenbahn Watsontown, und zwei Jahre später wurde ein Sägewerk gebaut. Bis zur Inkorporierung als Borough war Watsontown Teil der Turbot Township until its incorporation in 1867.
Die Watsontown River Bridge wurde 1988 in das National Register of Historic Places aufgenommen.

## Demographie
Zum Zeitpunkt des United States Census 2000 bewohnten Watsontown 2254 Personen. Die Bevölkerungsdichte betrug 1226,3 Personen pro km². Es gab 1017 Wohneinheiten, durchschnittlich 553,1 pro km². Die Bevölkerung in Watsontown bestand zu 98,66 % aus Weißen, 0,40 % Schwarzen oder African American, 0,18 % Native American, 0,13 % Asian, 0,13 % Pacific Islander, 0,09 % gaben an, anderen Rassen anzugehören und 0,40 % nannten zwei oder mehr Rassen. 0,35 % der Bevölkerung erklärten, Hispanos oder Latinos jeglicher Rasse zu sein.
Die Bewohner Watsontowns verteilten sich auf 967 Haushalte, von denen in 25,1 % Kinder unter 18 Jahren lebten. 48,5 % der Haushalte stellten Verheiratete, 10,1 % hatten einen weiblichen Haushaltsvorstand ohne Ehemann und 38,8 % bildeten keine Familien. 33,2 % der Haushalte bestanden aus Einzelpersonen und in 15,9 % aller Haushalte lebte jemand im Alter von 65 Jahren oder mehr alleine. Die durchschnittliche Haushaltsgröße betrug 2,21 und die durchschnittliche Familiengröße 2,81 Personen.
Die Bevölkerung verteilte sich auf 21,1 % Minderjährige, 7,2 % 18–24-Jährige, 27,3 % 25–44-Jährige, 23,1 % 45–64-Jährige und 21,3 % im Alter von 65 Jahren oder mehr. Der Median des Alters betrug 41 Jahre. Auf jeweils 100 Frauen entfielen 79,3 Männer. Bei den über 18-Jährigen entfielen auf 100 Frauen 79,6 Männer.
Das mittlere Haushaltseinkommen in Watsontown betrug 31.094 US-Dollar und das mittlere Familieneinkommen erreichte die Höhe von 37.065 US-Dollar. Das Durchschnittseinkommen der Männer betrug 30.648 US-Dollar, gegenüber 20.972 US-Dollar bei den Frauen. Das Pro-Kopf-Einkommen belief sich auf 16.110 US-Dollar. 11,2 % der Bevölkerung und 8,4 % der Familien hatten ein Einkommen unterhalb der Armutsgrenze, davon waren 15,7 % der Minderjährigen und 10,6 % der Altersgruppe 65 Jahre und mehr betroffen.